# Coppa Agostoni 2009
La Coppa Agostoni 2009, sessantatreesima edizione della corsa e valida come evento dell'UCI Europe Tour 2009 categoria 1.1, si svolse il 19 agosto 2009 su un percorso di 197,2 km. La vittoria fu appannaggio dell'italiano Giovanni Visconti, che completò il percorso in 4h49'07", precedendo il connazionale Mauro Santambrogio e lo spagnolo Francisco Ventoso.
Sul traguardo di Lissone 31 ciclisti, su 187 partiti dalla medesima località, portarono a termine la competizione.

## Ordine d'arrivo (Top 10)
| Pos. | Corridore            | Squadra                 | Tempo    |
| ---- | -------------------- | ----------------------- | -------- |
| 1    | Giovanni Visconti    | ISD-Neri                | 4h49'07" |
| 2    | Mauro Santambrogio   | Lampre-N.G.C.           | s.t.     |
| 3    | Francisco Ventoso    | Carmiooro               | s.t.     |
| 4    | Alessandro Bertolini | Diquigiovanni           | s.t.     |
| 5    | Miguel Ángel Rubiano | C. Calzatura            | s.t.     |
| 6    | Michele Scarponi     | Diquigiovanni           | s.t.     |
| 7    | Pasquale Muto        | Miche                   | a 7"     |
| 8    | Francesco Failli     | Acqua & Sapone          | a 18"    |
| 9    | Philipp Mamos        | Amore & Vita-McDonald's | s.t.     |
| 10   | Manuele Mori         | Lampre-N.G.C.           | s.t.     |